# جودیت کاهان
جودیت کاهان (به انگلیسی: Judith Kahan) (زاده ۲۴ مهٔ ۱۹۴۸) بازیگر آمریکایی است.
از فیلم‌های معروف او می‌توان به بازی در فیلم تحلیل این، کثرت اشاره کرد.